# Transportes em Omã
Este é um artigo sobre transportes em Omã.

## Sistemarodoviário
Total: 32 800 km
- Pavimentado: 9.840 km
- Não pavimentado: 22.960 km (1996)

O país possui uma via expressa localizada ao longo da Costa de Batina, no Golfo de Omã. O limite de velocidade é geralmente 120km/h. Na área de Mascate, capital do país, esta estrada é conhecida como "Rua do Sultão Cabus". Outras duas estradas da pista encontram-se em muito em boas condições. Há um cenário amplo do deserto, que domina boa parte da Península Arábica. 
Já a estrada entre Diba e Caçapo é feita de cascalho.

### Ligações com países vizinhos
- Emirados Árabes Unidos: Omã tem várias estradas que o ligam aos Emirados Árabes Unidos.
- Iêmen: Omã tem algumas pequenas estradas que o ligam ao Iêmen.
- Arábia Saudita: Não há estradas ligando Omã e Arábia Saudita.

## Sistemaferroviário
- Não há um sistema rodoviário em Omã, embora planeja-se a construção de algumas que o liguem à países adjacentes.

- Foi divulgada a informação que em 2008 se iniciou a construção de uma ferrovia omanita que ligará o país aos outros "países do Golfo". O custo da obra é de 14000 milhões de US$.
- Ferrovia do Golfo

## Sistema dutoviário
Há um sistema de 1300 km para petróleo e de 1030 km para o gás natural.

## Sistemaportuário

### NoGolfo de Omã
- Uajaja
- Matara
- Mina Alfaal
- Soar

### NoMar da Arábia
- Ducme
- Mina Raiçute

## Marinha mercante
Total: 3 navios

## Sistema aeroviário
A companhia aérea do país é a Oman Air.

### Aeroportos
O principal de Omã é o Aeroporto Internacional de Mascate.

### Heliportos
Total: 1